# Ceroplastes cultus
Ceroplastes cultus är en insektsart som beskrevs av Hempel 1900. Ceroplastes cultus ingår i släktet Ceroplastes och familjen skålsköldlöss. Inga underarter finns listade i Catalogue of Life.